# Bionicle: La leyenda renace
Bionicle: La leyenda renace es una película animada basada en los juguetes Bionicle de Lego. Fue estrenada el 15 de septiembre de 2009 en los Estados Unidos y Canadá, el 5 de octubre de 2009 en el Reino Unido y el 2 de septiembre de 2009 en Australia. Es la última película de Bionicle en ser estrenada. El final de la historia fue publicado en BIONICLE.com en formato web, titulado "Mata Nui Saga".
La película estelariza a Michael Dorn como la voz de Mata Nui en lo que se suponía que era una trilogía de películas, pero los programas de producción de las secuelas fueron cancelados debido a que Lego suspendió el lanzamiento de los juguetes Bionicle.

## Trama
Mata Nui (Michael Dorn), el Gran Espíritu del universo de los Matoran sobre Aqua Magna, ha sido exiliado de su hogar por su "hermano", el malvado Makuta Teridax. Teridax se apoderó de su cuerpo robot gigantesco y colocó el espíritu de Mata Nui dentro de la legendaria Máscara Kanohi de la Vida. Makuta entonces desterró la máscara a la órbita, con el fin de evitar que Mata Nui interfiera con su adquisición del Universo Matoran.
La máscara se estrella en un planeta llamado Bara Magna, un desierto remoto y decadente de piezas de chatarra y metales pulidos. Un escarabajo Scarabax observa como la Máscara de la Vida crea un cuerpo de Mata Nui, que casi pisa al Scarabax. Él toma al Scarabax, quien toca la máscara. Al hacerlo, el escarabajo se transforma en un arma viviente. Justo entonces, un ser llamado un Vorox ataca a Mata Nui y después de una lucha, huye sin su aguijón, que se ha caído. Mata Nui recoge el aguijón mientras un vehículo que lleva a un aldeano llamado Metus (David Leisure) se le acerca rápidamente.
El locuaz reclutador Agori lleva a Mata Nui a Vulcanus mientras le habla al una vez gobernante sobre la vida en Bara Magna. Las aldeas locales recogen lo que queda, construyendo refugios, equipos de supervivencia y estadios en última instancia, en donde pueden resolver sus disputas. Poniendo al mejor Glatorian de cada pueblo contra otro, las tribus rápidamente pueden terminar las disputas basándose en el resultado de la pelea. Metus presenta a Mata Nui a Raanu (Armin Shimerman), el líder Agori de Vulcanus, que está muy interesado en la pelea entre el veterano luchador Strakk (Jeff Glen Bennett) y el principal Glatorian de Vulcanus, Ackar (Jim Cummings), para hablar. Strakk eventualmente cae en la batalla, pero se levanta y derriba a Ackar después de perdonarlo, un movimiento que hizo que lo privaran de las peleas. Mata Nui interviene y es golpeado por el enojado Strakk. Como Mata Nui intenta utilizar el aguijón para defenderse, la máscara se transforma en una espada. Mata Nui derrotó rápidamente a Strakk, ganándose a Ackar como amigo en el proceso.
Metus más tarde intenta reclutar a Mata Nui, que se niega. Ackar presenta al héroe a Kiina (Marla Sokoloff), una Glatorian combativa de la aldea de Tajun. A cambio de mostrarles a los dos Glatorian una caverna secreta bajo Tajun, Kiina gustaría en abandonar Bara Magna con Mata Nui, creyendo que cualquier lugar es mejor que su planeta natal. En su camino a Tajun, los tres Glatorian son emboscados por una bestia Skopio, junto con un grupo de Cazadores de Huesos, que sabían de la ubicación de los Glatorian de un Agori traidor. Después de atrapar a ambos bajo un derrumbe de rocas, descubren que Tajun había sido atacada por los esfuerzos combinados del formidable ejército Skrall y los Cazadores de Huesos, a pesar del hecho de que las dos fuerzas eran tribus rivales. Un Glatorian novato, Gresh (Mark Famiglietti), había estado tratando de defender el pueblo y fue herido gravemente. Los héroes siguen a Kiina a las cavernas, donde encuentran a Berix (James Arnold Taylor), un ladrón. Mientras Berix tiende a Gresh, los otros tres descubren una cámara oculta que contiene una imagen del robot que fue una vez el cuerpo de Mata Nui.
A medida que los Glatorian se van, Gresh se queja de que su arma está dañada, entonces Ackar se pregunta si lo que Mata Nui hizo con Click (el escarabajo del que Mata Nui se hizo amigo) y la cola Vorox trabajarían con las armas Glatorian (Mata Nui había explicado que su máscara trabajaba en cosas que están / estaban vivas, a lo que Berix revela que la mayoría de las armas Glatorian fueron hechas de hueso o garra). Mata Nui exitosamente repara y transforma las armas. Además, estas armas otorgan a los Glatorian habilidades elementales de fuego, agua y aire para Ackar, Kiina y Gresh, respectivamente. Los tres practican sus poderes recién descubiertos mientras viajan a la aldea de Gresh, Tesara, mientras que Ackar enseña a Mata Nui a estar alerta en la batalla y estudiar y encontrar la debilidad de su oponente. Por las protestas de Raanu y Metus, los cuatro Glatorian detienen una pelea entre Vastus (James Arnold Taylor) y Tarix (Jeff Glen Bennett), diciéndole a la multitud de Agori que deben unir a sus pueblos contra la amenaza de la alianza Skrall-Cazadores de Huesos. Mata Nui demuestra su valía a la multitud transformando las armas de Tarix y Vastus.
En los baños termales cerca de Tesara, Kiina sigue a una figura misteriosa. Ésta resulta ser Berix. Kiina está convencida de que Berix es el traidor. Pero entonces, el traidor "real" corrige a Kiina. Los dos son capturados por los Cazadores de Huesos y el verdadero traidor. De vuelta en Tesara, Raanu y Metus advierten al Glatorian sobre el secuestro de Kiina y Berix. Mata Nui ignora las ofertas de Ackar y de Gresh de intervención y parte hacia el campamento Skrall por su cuenta.
Kiina y Berix son encerrados en una jaula suspendida cerca de la boca de una cueva en el campamento Skrall, ambos discutiendo sobre las cavernas de la primera. Mata Nui se enfrenta a Tuma, el líder Skrall y lo reta a una lucha uno contrauno, y finalmente lo derrota. Como reclama el escudo de Tuma en la victoria y libera a Kiina y Berix, el traidor, ahora revelado que es Metus, aparece. Él explica cómo consiguió que los nómadas y los Skrall se unieran a sus órdenes y que antes de que los Glatorian se dieran cuenta, él ya habría ganado la batalla. Ahora con el control del ejército, ordena a los Skrall y a los Cazadores de Huesos que maten a los tres. Justo entonces, los Skrall y los Cazadores de Huesos terminan corriendo por sus vidas cuando son atacados por un inmenso ser compuesto de escarabajos Scarabax. Mata Nui le da a Berix el escudo de Tuma, y después de un montón de caos, derrota a un grupo de Cazadores de Huesos.  
Mata Nui ve a Metus huyendo en su vehículo y lo sigue. Un par de Vorox desencadenados y vengativos vuelcan el carro de Metus , enviándolo a caer a los pies de Mata Nui. Mata Nui lo recoge y, a pesar del intento de Metus a negociar con él (Mata Nui tenía lo que él quería: a Metus), presiona al traidor contra su máscara, transformando a Metus en una serpiente como representación de lo que realmente es. A medida que se aleja arrastrándose, él afirma que su ejército unido no puede ser derrotado. Consciente de que esta es la clave para ganar, Mata Nui hace que los Glatorian combinen sus poderes contra las olas de Skrall y Cazadores de Huesos. Como el ejército huye derrotado, los Glatorian se regocijan, a excepción de Kiina, que cree que Berix ha sido asesinado en la batalla. Ella rápidamente lo encuentra con vida bajo una pila de rocas sosteniendo un escudo Skrall.
A medida que los Glatorian y Berix observan los esfuerzos combinados de los Agori y los escarabajos Scarabax reuniendo a las aldeas, se dan cuenta de que los pueblos combinados forman un gran cuerpo robótico, similar al del espíritu de Mata Nui una vez habitado. Para promover esto, Berix saca una moneda con el símbolo de la Unidad-Deber-Destino, el símbolo de Bara Magna, y el símbolo de la Máscara de la Vida en un lado, y el símbolo Skrall por el otro. Berix les muestra el escudo Skrall y reconoce que los dos son similares entre sí y que el símbolo laberíntico forma un mapa. Con esta información en mano, Ackar, Kiina, Gresh, y Berix se preparan para partir a su próxima aventura con una leyenda ... que renace.

## Características extra
- Final extendido
- Escenas eliminadas
- Video musical Bye Bye Babylon de Cryoshell
- Galería de personajes
- Comerciales

## Música
Hay dos canciones bajo licencia utilizadas en los créditos finales de la película:
- "Ride" de Presence
- "Bye Bye Babylon" de Cryoshell

## Reparto
- Michael Dorn como Mata Nui, el protagonista y narrador. Es muy tolerante, pero poderoso, y hará cualquier cosa por sus amigos.
- Jim Cummings como Ackar, un Glatorian veterano y rápidamente el mejor amigo de Mata Nui. Él es el rival del Glatorian de hielo Strakk.
- Marla Sokoloff como Kiina, una egocéntrica pero leal Glatorian y amiga de Ackar, Gresh y más tarde de Mata Nui. También se amiga de Berix, pero sus acusaciones de él siendo un ladrón son habituales.
- James Arnold Taylor como Berix, un codicioso pero simpático Agori. Es lo que él llama un "recolector" para gran disgusto de Kiina. Ella cree que es un ladrón, pero no lo es. Taylor también hace la voz de Vastus, un veloz Glatorian veterano.
- Mark Famiglietti como Gresh, un joven, pero ágil Glatorian novato y buen amigo de Kiina, Ackar, Berix y más tarde de Mata Nui. Famiglietti también proporcionó voces adicionales.
- David Leisure como Metus, un Agori locuaz y el antagonista principal de la película. Él había trabajado como un reclutador Glatorian, pero sentía que no obtuvo bastante respeto de los Agori (diciendo "¿Qué han hecho los Agori por mí?"), así que decidió hacer que los Skrall y los Cazadores de Huesos combinaran fuerzas y causen estragos. Al final de la película, Mata Nui convierte a Metus en una serpiente para que "todos lo vean por lo que realmente es".
- Armin Shimerman como Raanu, el valiente y leal líder de Agori. Parece que está muy absorto en el combate Glatorian y apenas puede hablar con alguien con cara seria cuando ve una batalla. Shimerman también proporcionó voces adicionales.
- Fred Tatasciore como Tuma, líder de los Skrall y el antagonista secundario de la película. Es engreído y arrogante, pero despiadado y poderoso. Él es derrotado por Mata Nui antes de que Metus se revela como el traidor Agori. Su destino queda incierto en la película, pero el material complementario revela que está vivo.
- Jeff Glen Bennett como Strakk, un Glatorian veterano y rival de Ackar. Luce un acento ruso. Bennett También interpretó a Tarix, un fuerte Glatorian veterano.
- Dee Bradley Baker como Cazadores de Huesos, Skrall, Vorox (efectos vocales).
- Mark Baldo como Aldeanos y líderes de las aldeas.

## Producción
A diferencia de las tres primeras películas, La leyenda renace fue producida por Threshold Animation Studios y distribuida por Universal Home Entertainment, mientras que la trilogía original fue producida por Miramax.
Después de leer el guion el director, Mark Baldo pensó en audicionar a Michael Dorn de Star Trek para la voz de Mata Nui.
La idea de crear a Click, el compañero de Mata Nui el escarabajo Scarabax, que tiene la habilidad de convertirse en un escudo para su amo a voluntad era la idea del director Mark Baldo. No estaba originalmente en el guion, Farshtey pensó que era una idea tan tierna que la aprobó.
La película iba a ser el comienzo de una nueva trilogía de Bionicle, y los escritores estaban trabajando en un proyecto para una secuela, pero la compañía Lego canceló la línea de juguetes y por lo tanto las películas.

## Recepción
Entre los fanes de Bionicle, la película recibió sobre todo reacciones mixtas a positivas.[cita requerida]